# Cley next the Sea
Cley next the Sea är en ort och civil parish (Cley Next the Sea) i Storbritannien.   Den ligger i grevskapet Norfolk och riksdelen England, i den sydöstra delen av landet, 180 km nordost om huvudstaden London. Cley next the Sea ligger 15 meter över havet och antalet invånare är 608.
Terrängen runt Cley next the Sea är platt. Havet är nära Cley next the Sea norrut. Runt Cley next the Sea är det ganska tätbefolkat, med 104 invånare per kvadratkilometer. Närmaste större samhälle är Holt, 5,5 km sydost om Cley next the Sea. Trakten runt Cley next the Sea består till största delen av jordbruksmark.